# عبدالرحمن سیساکو
عبدالرحمن سیساکو(به انگلیسی: Abderrahmane Sissako) (زادهٔ ۱۳ اکتبر ۱۹۶۱ موریتانی) نویسنده و کارگردان اهل موریتانی است.